# 5986 Xenophon
5986 Xenophon (1969 TA) là một tiểu hành tinh vành đai chính được phát hiện ngày 2 tháng 10 năm 1969 bởi P. Wild ở Zimmerwald.